# Adenoma tossico di Plummer
Gli adenomi tossici della tiroide (detti anche adenomi tossici di Plummer) sono tumefazioni tipicamente solitarie, capsulate e localizzate che derivano dall'epitelio follicolare. Si tratta di lesioni benigne particolarmente attive nel rilascio di ormoni tiroidei e possono quindi causare ipertiroidismo.
È una causa comune di ipertiroidismo in cui vi è un'eccessiva produzione di ormoni tiroidei da noduli tiroidei funzionalmente autonomi, che non richiedono la stimolazione dall'ormone tiroideo stimolante (TSH).
ll gozzo multinodulare tossico è la seconda causa più comune di ipertiroidismo (dopo la malattia di Graves) nei paesi sviluppati, mentre la carenza di iodio è la causa più comune di ipotiroidismo nei paesi in via di sviluppo in cui c'è carenza di iodio (la diminuzione dello iodio porta alla riduzione dell'ormone tiroideo.) Tuttavia, la carenza di iodio può causare gozzo (ingrossamento della tiroide); all'interno di un gozzo, possono svilupparsi noduli. I fattori di rischio per il gozzo multinodulare tossico comprendono soggetti di età superiore ai 60 anni e di sesso femminile.

## Biologia molecolare
Trattandosi di una neoplasia benigna a pattern follicolare, la ricerca dei marcatori mostrerà spesso positività per mutazioni di nRAS e negatività per la mutazione V600E di bRAF che è patognomonica per le forme papillari. Alla base dell'iperfunzionamento dell'adenoma sembra essere implicata una mutazione della subunità A di Gs(GRPC) correlata al TSH-R che induce conseguentemente autonomia tiroidea: ciò porta quindi a sintomi da ipertiroidismo e alla formazione di un nodulo caldo (ipercaptante) evidenziabile con scintigrafia.
In generale nel carcinoma tiroideo non si rileva mutazione del TSHr, per cui gli adenomi tossici non sembrano avere un rischio rilevante di trasformazione neoplastica.

## Anatomia patologia
La lesione si presenta singola, capsulata, facilmente enucleabile dal parenchima circostante. Il pattern vascolare tende ad essere ricco (aspetto già visibile all'ecografia Doppler) così come la cellularità dei follicoli tende ad essere aumentata tanto che talora è possibile rilevare pseudopapille che richiamano quelle visibili anche nel morbo di Basedow. La colloide si presenta erosa a seguito dell'intensa attività secretoria dei follicoli. Va comunque ricordato che aspetti di angioinvasione, invasioni capsulari, corpi psammomatosi e intensa reazione desmoplastica non dovrebbero essere rinvenuti in questo genere di campione e anzi, sono indicativi di altre patologie neoplastiche della tiroide (è tuttavia possibile trovare un pattern ossifilo).

## Segni e Sintomi
I sintomi del gozzo multinodulare tossico sono simili a quelli dell'ipertiroidismo, tra cui:
- intolleranza al calore
- debolezza muscolare e riduzione del tono muscolare
- iperattività
- fatica
- tremore
- irritabilità
- perdita di peso
- osteoporosi
- appetito aumentato
- gozzo non doloroso
- tachicardia (frequenza cardiaca elevata - oltre 100 battiti al minuto a riposo negli adulti)
- compressione tracheale

## Cause
Le cause principali per lo sviluppo dell'adenoma di Plummer sono:
- Carenza di iodio che porta alla riduzione della produzione di T4.
- Induzione dell'iperplasia delle cellule tiroidee a causa di bassi livelli di T4. Ciò spiega l'aspetto del gozzo multinodulare.
- L'aumentata replicazione predispone al rischio di mutazione nel recettore del TSH.
- Se il recettore TSH mutato è costitutivamente attivo, l'adenoma diventerà "tossico" e produrrà un eccesso di T3 / T4 che porta all'ipertiroidismo.

## Terapia
Il gozzo multinodulare tossico può essere trattato con farmaci antitiroidei come propiltiouracile o metimazolo, iodio radioattivo o con un intervento chirurgico. Un'altra opzione di trattamento è l'iniezione di etanolo nei noduli.
Poiché all'esame citologico queste lesioni sono solitamente classificate con punteggio TYR 3A o TYR 3B in un contesto di ipervascolarizzazione visibile all'ecodoppler e comportamento ipercaptante visibile alla scintigrafia, spesso si opera una emitiroidectomia al fine di stabilire la natura benigna della lesione. La resezione della lesione non sembra comunque essere l'unica metodica valida per trattare questo tipo di patologia, in quanto anche l'ablazione con laser e il successivo trattamento con radioiodio hanno mostrato ottimi risultati clinici

## Storia
L'uso della terminologia per i tipi di gozzo è cambiato nel secolo scorso. Medici e chirurghi tendono a distinguere più accuratamente tra gozzo nodulo solitario, gozzo multinodulare e gozzo non nodulare negli ultimi decenni rispetto a prima. Pertanto alcune fonti hanno descritto, o ancora descrivono, l'adenoma tiroideo (adenoma tossico) come sinonimo di gozzo multinodulare tossico , ma altre fonti differenziano questi due come malattia a singolo nodulo rispetto a malattia multinodulare (rispettivamente) con patogenesi che probabilmente differisce in la maggior parte dei casi (ad es. clone a singola cellula neoplastica rispetto a un cambiamento metabolico molecolare multifocale o diffuso).
Gli eponimi medici "Malattia di Plummer" (dal nome del medico americano Henry Stanley Plummer) e "Malattia di Parry" (dal nome del medico inglese Caleb Hillier Parry) sono stati usati per riferirsi a gozzo multinodulare tossico, adenoma tossico e gozzo diffuso tossico (Malattia di Graves); l'entità dell'adenoma in ciascun paziente non è sempre chiara in modo retrospettivo, specialmente nella letteratura degli anni passati. Ciò è logico dato che l'imaging medico avanzato in grado di mostrare ciò che sta accadendo in vari punti all'interno di una ghiandola tiroidea all'interno di una persona vivente (come l'imaging di medicina nucleare dell'assorbimento del tracciante di radioiodio) non era disponibile fino alla fine degli anni '40.